# Flower Forest

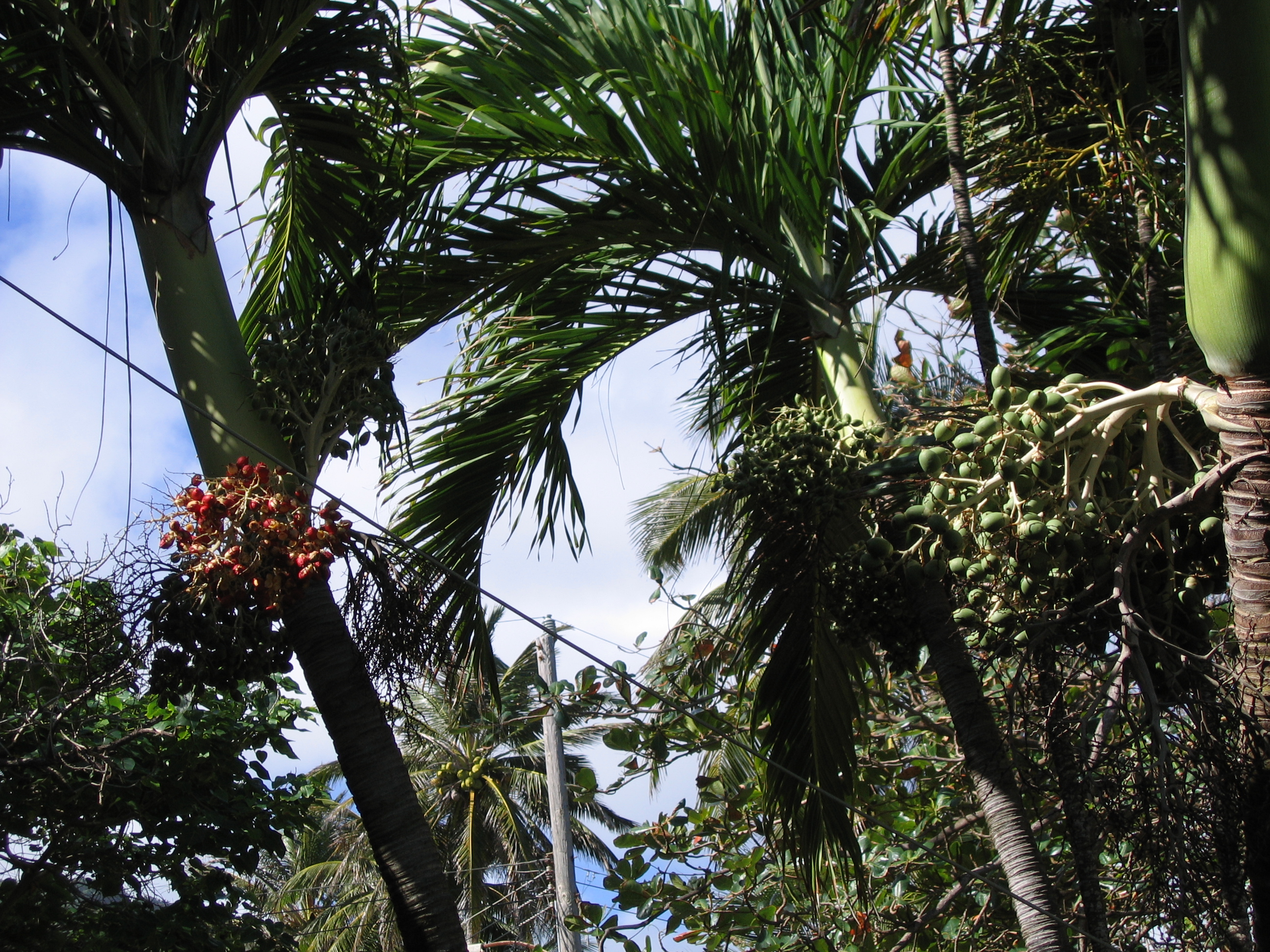
Palmas tropicales con sus frutos.

El Bosque de Flores (en inglés: Flower Forest) es un jardín botánico que se encuentra en la Parroquia de Saint Joseph en Barbados. Su código de identificación internacional como institución botánica es BASJ.

## Localización
Se ubica en la autopista «Highway 2», en la Parroquia de Saint Joseph en el «Scotland District» de Barbados cerca de la escarpada costa este.

## Historia
Antes de ser creado en 1983, el actual jardín botánico, fue una plantación de azúcar.

## Colecciones
Colecciones de plantas ornamentales tropicales.
Heliconias, Begonias, . .